# Camponotus crassus
Camponotus crassus är en myrart som beskrevs av Mayr 1862. Camponotus crassus ingår i släktet hästmyror, och familjen myror.

## Underarter
Arten delas in i följande underarter:
- C. c. amazonicus
- C. c. crassus
- C. c. delabiatus
- C. c. picticornis

## Bildgalleri

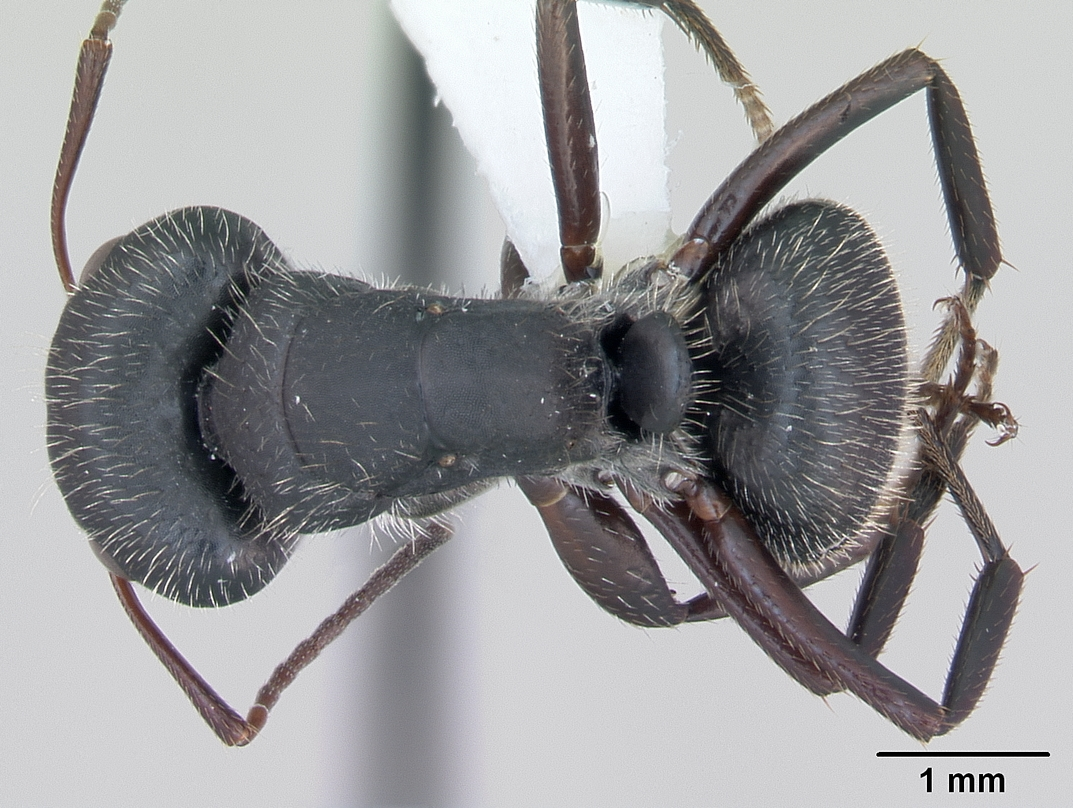
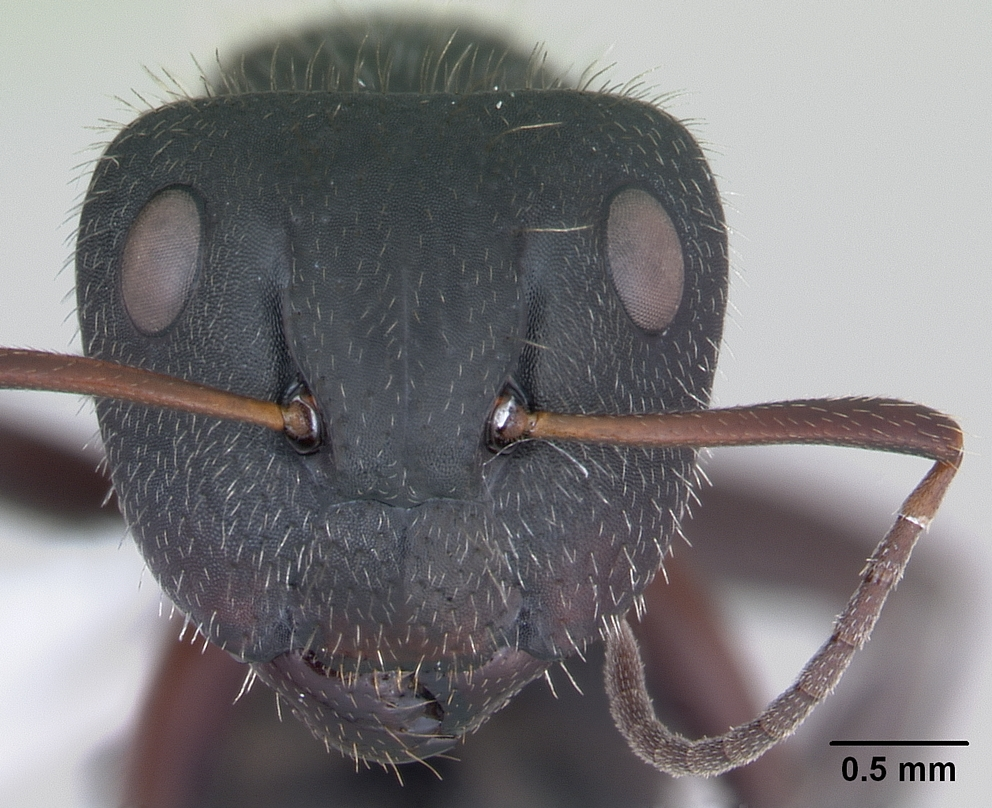
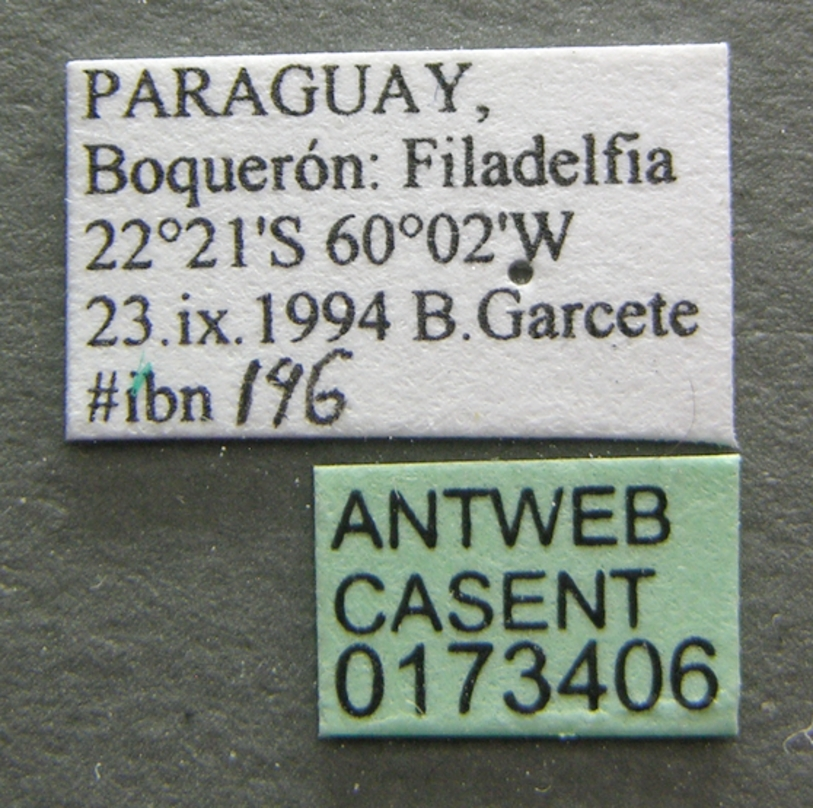
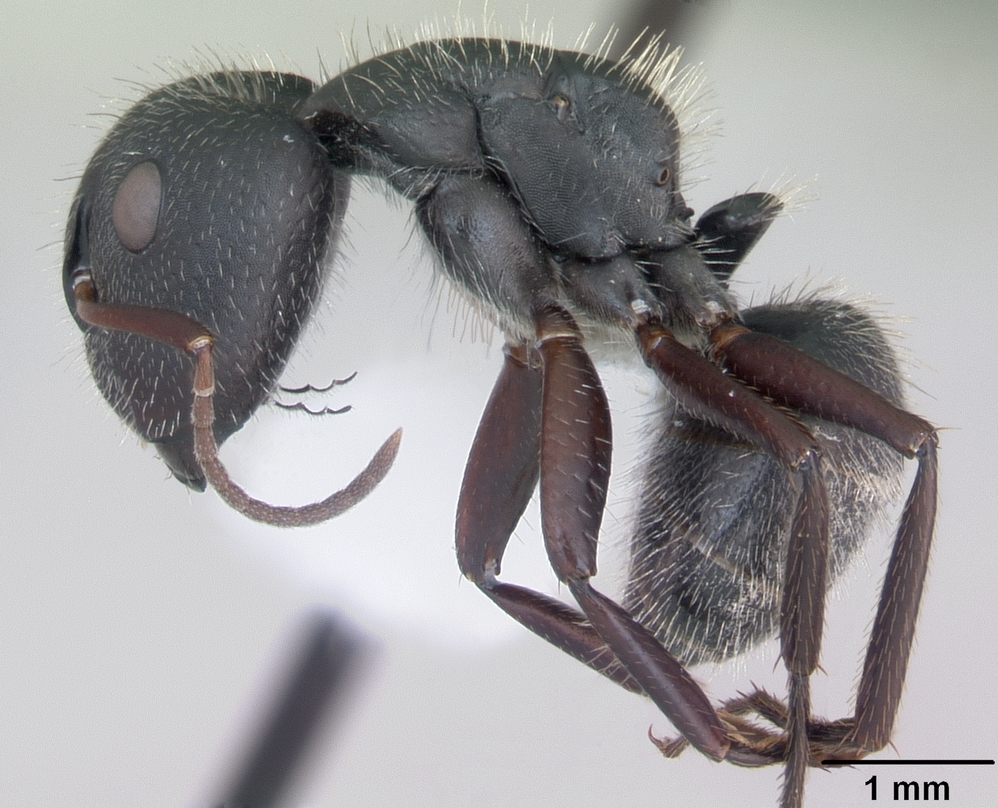
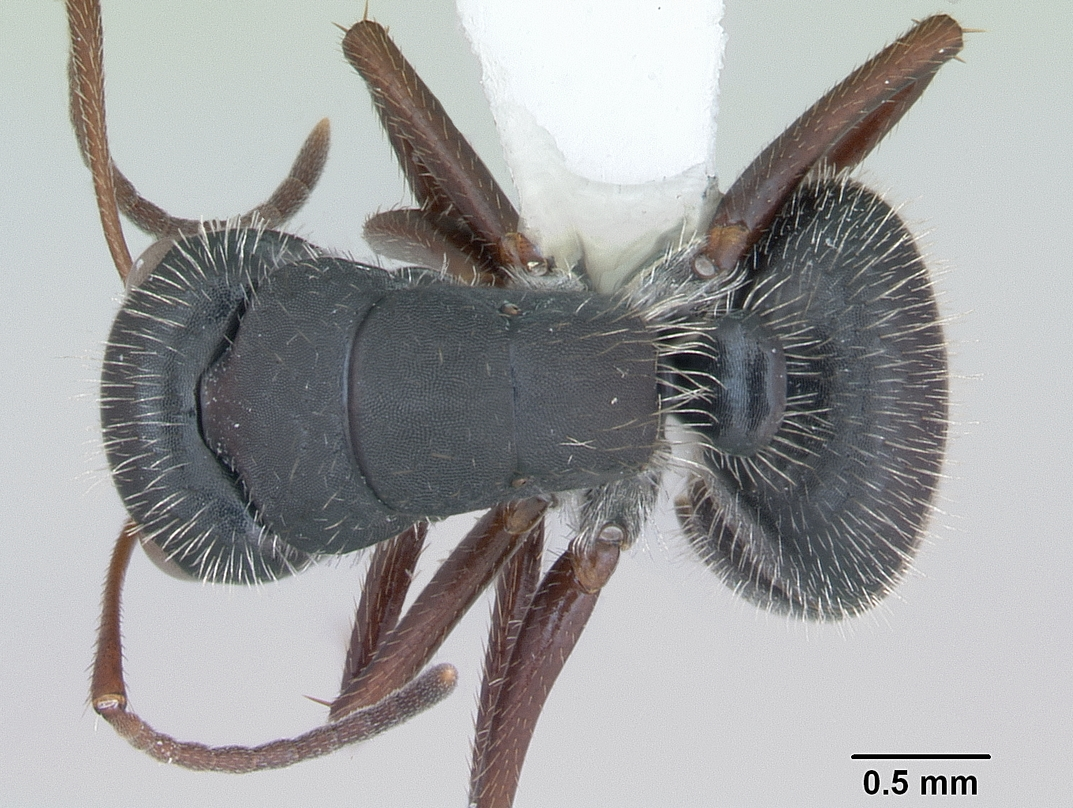
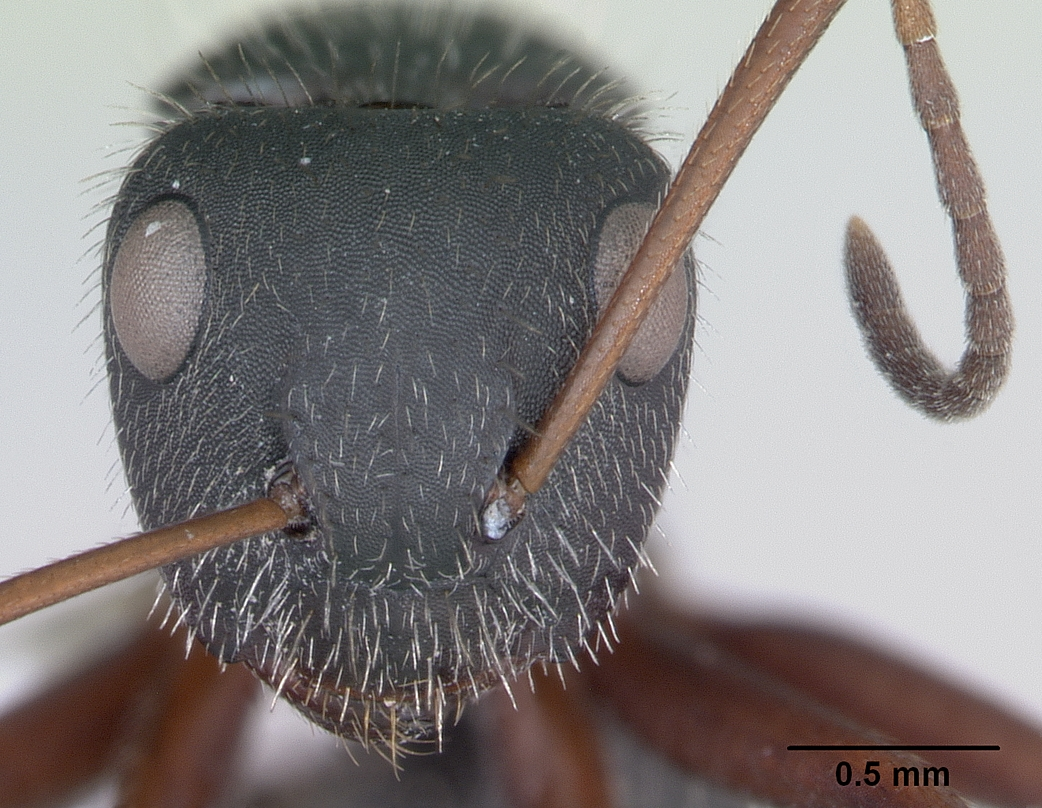